# Iphiaulax horishanus
Iphiaulax horishanus är en stekelart som beskrevs av Matsumura 1912. Iphiaulax horishanus ingår i släktet Iphiaulax och familjen bracksteklar. Inga underarter finns listade i Catalogue of Life.